# Рікардо Рівера (футболіст)
Рікардо Еммануель Рівера де Леон (ісп. Ricardo Emmanuel Rivera de León, нар. 17 квітня 1997, Сан-Хуан) — пуерториканський футболіст, який грає на позиції нападника в іспанському клубі «Буньйоль» та збірній Пуерто-Рико.

## Клубна кар'єра
Рікардо Рівера народився в столиці Пуерто-Рико Сан-Хуані, та розпочав грати в місцевому клубі «Атлетіко де Сан-Хуан». У 2016—2018 році він грав у складі університетської команди Університету Пуерто-Рико в Маягуесі. З 2018 року Рікардо Рівера грав у клубі іспанської Терсери «Віламарчант» з однойменного міста. У 2021 році пуерториканський футболіст перейшов до клубу United Soccer League «Юніон Омаха». З 2022 року Рівера грає у складі нижчодігового іспанського клубу «Буньйоль».

## Виступи за збірні
Рікардо Рівера грав у складі юнацьких збірних Пуерто-Рико різних вікових категорій. У 2016 році він дебютував у складі збірної Пуерто-Рико. У складі збірної брав участь у кваліфікаційних турнірах чемпіонату світу з футболу та Золотого кубка КОНКАКАФ, а також у турнірах Карибського кубка. На початок 2023 року зіграв у складі збірної 15 матчів, у яких відзначився 8 забитими м'ячами. У 2019 році Рікардо Рівера у складі молодіжної збірної брав участь у відбірковому турнірі до літніх Олімпійських ігор 2020 року.